# Fictotama
Genre
Fictotama est un  genre fossile d'araignées aranéomorphes de la famille des Hersiliidae.

## Distribution
Les espèces de ce genre ont été découvertes dans de l'ambre du Chiapas au Mexique et de la République dominicaine. Elles datent du Paléogène et du Néogène.

## Taxonomie
La validité de ce genre est remise en cause par Penney mais il a été utilisé par Wunderlich en 2011.

## Liste des espèces
Selon The World Spider Catalog 15.0 :
- †Fictotama extincta Petrunkevitch, 1963
- †Fictotama maculosa Wunderlich, 2011

## Publication originale
- (en) Alexander Ivanovitch Petrunkevitch, Chiapas amber spiders., vol. 31, coll. « University of California Publications in Entomology », 1963, 1–40 p..